# Джалил
Джалил (на татарски: Джалиль, на руски: Җәлил) е селище от градски тип, разположено в Сармановски район, Татарстан. Населението му към 1 януари 2018 година е 13 053 души.

## История
Селището е основано през 1968 година.

## География
Градът е разположен на 34 км североизточно от Алметевск и 240 км югоизточно от столицата Казан.

## Население
| Година | Население |
| ------ | --------- |
| 1970   | 3856      |
| 1979   | 7671      |
| 1989   | 11 298    |
| 2002   | 14 769    |
| 2010   | 13 938    |
| 2018   | 13 053    |